# Simon Flórent
Simon Flórent (Cegléd, 1804. október 26. – Budapest, 1873. november 24.) ügyvéd és váltójegyző.

## Élete
Szerb eredetű család ivadéka. Iskoláit szülővárosában és Pesten végezte és már az 1830-as években ügyvédi irodát nyitott a fővárosban; éles dialektikája és tántoríthatatlan becsületessége által csakhamar méltó hírre vergődött. A közügyek iránt is érdeklődést tanusított, az 1840-es évek reformmozgalmainak ő volt egyik legbuzgóbb híve. Tevékeny részt vett az egyleti életben. 1848-ban a pesti nemzetőrség kapitánya volt. 1861-ben a fővárosi képviselőtestületbe választották; a magyarosodás ügyét is híven és buzgón vizsgálta.
Cikkei a Tudományos Gyűjteményben (1824. II. A magyar nyelvbe behozandó nemről, 1826. V. A nemről, IX. A szépségről, 1827. VI. Egy szót a klavir melletti és éneklés közötti mozdulatról); a Társalkodóban (1833. A magyarhoni erdőkről); a Pesti Hirlapban (1841. 65. sz. Meleg részvét szava a Ráczkeviekhez); a Gazdasági Lapokban (1861. 28. sz. A magyar éjszaki vasuttársulat, 1862. 49. sz. A gyapot Magyarországban); a Honban (1866. 14., 15. sz. Tisztázzuk az eszméket, 72. sz. A biróságok szervezéséről); a Jogtudományi Hetilapban (1866. A hamis pénz veréséről és a pénz utánveréséről, Az esküdtszék Magyarországban); a Jogtudományi Közlönyben (1869. A magyar örökjog és örökösödési rendszer? A szavazásról birói testületekben).